# Clausia lobata
Clausia lobata is een eenoogkreeftjessoort uit de familie van de Clausiidae. De wetenschappelijke naam van de soort is voor het eerst geldig gepubliceerd in 2000 door Kim I.H..